# Duck
Duck is een cricketterm en geldt voor een batsman die uitgaat zonder een run te hebben gescoord. De naam is waarschijnlijk afkomstig van de "0" welke lijkt op een eendenei.
Vooral medespelers schijnen de droeve 'Duck' de rest van de dag te willen opvrolijken met luidruchtig gekwaak en onverwacht gekwetter, verwijzend naar iemands nieuwe hoedanigheid. Scorers uiten hun medeleven door het tekenen van een 'Eendje' op de plek waar de score van de batsman had kunnen staan.

## Varianten
Sinds het bedenken van het 'eendenei' (waarschijnlijk omstreeks 1860) hebben zich talrijke varianten en uitbreidingen geëvolueerd: 
- Zo spreekt men van een Golden duck als men uitgaat op de allereerste bal die men ontvangt.
- Heb je echter niet eens de kans hebt gehad om een run te scoren, simpelweg omdat je aan het dode wicket stond, krijgt men de eretitel van Diamond Duck toebedeeld (meestal uitgerund door de battingpartner).
- De Platinum duck is voor de speler die de eerste bal van de wedstrijd uitgaat.
- Als er twee innings worden gespeeld kan het voorkomen dat men twee keer 'voor nul gaat', uiteraard is dit een Double Duck. In het Engels spreekt men in zo'n geval overigens van een 'pair' (of spectacles), verwijzend naar de brilstand die de twee nullen vormen.
- Ten slotte heeft men een Silver duck te pakken als men op de tweede bal uitgaat zonder een run te hebben gescoord.
- Voor de meest onfortuinlijken heeft men de titel Super Imperial Golden Duck in het leven geroepen. Deze wordt uitgereikt wanneer men tijdens de éérste wedstrijd van het seizoen op de allereerste bal uitgaat.

## Trivia
- Welke Donald scoorde een Duck in zijn allerlaatste Test Match, terwijl hij slechts vier runs nodig had om zijn carrière met een gemiddelde van precies 100 runs per inning af te sluiten?
  - Sir Donald Bradman